# Бай-бек
Зворотній викуп або бай-бек (англ. buy-back — дослівно: викупити назад, також англ. share repurchase):
1. довгострокова товарообмінна операція, при якій постачання машин і устаткування здійснюється в кредит з подальшою оплатою виробленою з їх допомогою продукцією.
2. товарообмінна операція, сенс якої полягає в розрахунку за постачання устаткування продукцією, проведеною на цьому устаткуванні; такий [кредит] у вигляді устаткування використовується при будівництві і оснащенні великих підприємств-новобудов.
3. викуп емітентом власних акцій. У більшості випадків викуп акцій компанією вважається показником надлишку готівки у компанії, однак нерідко є вимушеним заходом, спрямованим проти падіння ринкової вартості компанії. В результаті цієї операції збільшується чистий прибуток на акцію, що тягне за собою зростання довіри до фірми серед інвесторів і позитивно позначається на курсових показниках. Зворотний викуп акцій для їх подальшого анулювання дозволяє уникнути розмиття капіталу підприємства внаслідок емісії нових цінних паперів.

Чому компанії викуповують власні акції?
Операції зворотного викупу, як правило, проводяться для того, щоб:
- позбутися від ліквідності, яку компанія вважає надмірною,
- змінити структуру капіталу,
- отримати пільги при обчисленні податку на дивіденди,
- знизити ризик ворожого поглинання,
- використовувати викуплені акції для оплати придбання інших компаній,
- передати викуплені акції співробітникам компанії,
- поліпшити співвідношення ринкової ціни акції і прибутку на одну акцію.
- і найголовніший спонукальний мотив, який може вважатися самим раціональним з усіх інших - це отримати прибуток від інвестицій в свої акції через їх недооцінку ринком і перевищенні внутрішньої вартості над ринковою вартістю.

Процедура викупу емітентом власних акцій часто розглядається як засіб підтримки стабільності ринку і демонстрації ринку віри керівництва в надійність компанії. У світовій практиці такий спосіб підтримки активності фондового ринку застосовується досить часто. Так, після краху фондового ринку США в жовтні 1987 року найбільші компанії оголосили про намір викупити акції більш ніж на $ 9,0 млрд.
Після «чорного вівторка» - теракту 11 вересня 2001 року - в США були пом'якшені правила викупу акцій для підтримки фондового ринку (тоді індекс впав більш ніж на 680 пунктів). Аналогічні кроки в умовах світової фінансової кризи зробила влада КНР. У вересні 2008 року спеціально створена державна комісія з регулювання ринку цінних паперів істотно спростила процедуру, пов'язану зі зворотним викупом акцій компаній, які пройшли лістинг на біржі. За новими правилами, для викупу акцій досить оприлюднити намір і проінформувати про угоду держкомісію. При цьому відпадає необхідність подавати заявку і домагатися схвалення з боку регулюючих органів. Дане рішення було покликане сприяти стабілізації на фондовому ринку Китаю, відчути на собі негативні наслідки глобальної кризи.
У більшості країн ставка податку на дивіденди вища, ніж ставка податку на приріст капіталу. Отже, акціонерам невигідно, щоб компанії виплачували дивіденди. Існують дослідження, які доводять, що інтеграція податків в модель Модільяні-Міллера призводить до висновку про доцільність відмови від виплати дивідендів. Так, Grullon і Michaely, які досліджували вибірку з 2735 зворотних викупів акцій на відкритому ринку в період з 1980-го по 2000 рік, показали, що через перевищення ставки податку на дивіденди над ставкою податку на приріст капіталу в якості виплат акціонерам можуть використовуватися не дивіденди, а викуп акцій. Allen і Michaely проводили дослідження податкового ефекту при виплаті дивідендів на ринку США і отримали наступні результати: виплачуючи високі дивіденди, фірми знижують свою вартість при існуванні транзакційних витрат і в разі відсутності можливості повного хеджування ризику.